# Parafia św. Franciszka z Asyżu w Sosnowcu
Parafia św. Franciszka z Asyżu w Sosnowcu – rzymskokatolicka parafia, położona w dekanacie sosnowieckim - św. Barbary, diecezji sosnowieckiej, metropolii częstochowskiej w Polsce.
Erygowana we wrześniu 1982 roku.